# Gaositwe K. T. Chiepe

Gaositwe Keagakwa Tibe Chiepe

Gaositwe Keagakwa Tibe Chiepe (sinh ngày 20 tháng 10 năm 1922 và mất ngày 26 tháng 1 năm 2025) là một cựu chính trị gia và nhà ngoại giao người Botswana, thuộc Đảng Dân chủ Botswana.

## Giáo dục ban đầu
Chiepe được sinh ra tại Khu Bảo tồn Bechuanaland vào ngày 20 tháng 10 năm 1922. Cô học tiểu học ở Serowe và cuối cùng đến Học viện Giáo dục Tiger Kloof, Nam Phi để học trung học. Sau đó, bà theo học Đại học Fort Hare, cũng ở Nam Phi, nơi bà nhận bằng Cử nhân Khoa học cũng như bằng cấp về giáo dục. Năm 1958, bà tốt nghiệp Đại học Bristol ở Anh với bằng thạc sĩ. Luận án của bà có tựa đề "Một cuộc điều tra về các vấn đề của giáo dục phổ biến ở Bechuanaland được bảo vệ trong nghiên cứu so sánh các vấn đề tương tự trong các giai đoạn đầu của giáo dục tiếng Anh và trong sự phát triển giáo dục ở Nam Tư và Uganda." Bà đã được trao bằng danh dự từ Đại học Depaul, Hoa Kỳ. Bà bắt đầu sự nghiệp của mình trong Chính phủ bảo vệ Bechuanaland trong Bộ Giáo dục và là một trong hai người châu Phi đầu tiên được bổ nhiệm vào một vị trí hành chính (Cán bộ Giáo dục) trong chính quyền thuộc địa.

## Sự nghiệp chính trị
Chiepe là thành viên nội các nữ đầu tiên ở Botswana (1974) đã trở thành Thành viên Quốc hội được bầu chọn đặc biệt. Bà đã được bầu vào quốc hội từ khu vực bầu cử Serowe South ở quận trung tâm Botswana trong một cuộc bầu cử năm 1977. Bà được bổ nhiệm vào vị trí ủy viên cao cấp tại Vương quốc Anh và Nigeria và đại sứ tại Tây Đức, Pháp, Đan Mạch, Na Uy, Thụy Điển và Cộng đồng kinh tế châu Âu từ 1970 đến 1974. Từ 1974 đến 1977, Chiepe là bộ trưởng Bộ Thương mại và Công nghiệp. Từ 1977 đến 1984, bà là Bộ trưởng Tài nguyên & Tài nguyên thiên nhiên. Năm 1984, Chiepe trở thành Bộ trưởng Ngoại giao (bộ trưởng quan hệ đối ngoại), ở vị trí mà bà vẫn duy trì cho đến năm 1994. Từ 1994 đến 1999, bà là Bộ trưởng Bộ giáo dục. Chiepe đã nghỉ hưu vào năm 1999 sau gần 30 năm ở vị trí cấp cao.